# Екатерина Осиповна Хохлакова
Екатерина Осиповна Хохлакова — персонаж романа Фёдора Михайловича Достоевского «Братья Карамазовы».

## Образ
Несмотря на то, что Екатерина Осиповна Хохлакова и её дочь Лиза являются эпизодическими персонажами, филолог Моисей Альтман отмечает, что обе героини ярко обрисованы Достоевским и снабжены множеством характерных примет. Академик Дмитрий Сергеевич Лихачёв обращает внимание на то, что как раз таким действующим лицам «второго разряда» Достоевский любит вкладывать в уста «нелепые самохарактеристики и характеристики». Так Хохлакова в романе сравнивает себя с Фамусовым, Алёшу с Чацким, а Лизу с Софьей — ключевыми персонажами комедии «Горе от ума» Александра Грибоедова. В целом, несмотря на второстепенную роль в произведении, по мнению филолога Феликса Макаричева, образ Хохлаковой представляет уникальный опыт Достоевского как в создании женских образов, так и характеров вообще. Несмотря на «утрированность и окарикатуренность» отдельных черт героини, вызывающих смех, её образ «остаётся высокохудожественным» и имеет свою «особую эстетическую и идейную ценность».
Женский образ Хохлаковой нетипичен для Достоевского, героини произведений которого представляют собой либо женщин-мучениц, либо «роковых женщин». У первого типа женщин преобладает инстинкт материнства или религиозность. К нему можно отнести Соню Мармеладову из романа «Преступление и наказание» или Софью из романа «Подросток». Второй тип женщин — властные натуры, возможно, доходящие до самодурства. К нему можно отнести Настасью Филипповну из романа «Идиот» или Катерину Ивановну из «Братьев Карамазовых». Хохлакова, по мнению филолога Макаричева, сочетает в себе черты обоих типов, но при этом не относится ни к одному из них. Она располагается между данными типами и пародирует их.
Хохлакова — «взбалмошная, неуправляемая, непредсказуемая, стихийная натура», отмечает Макаричев, однако не срывается в истерику. Как и другие роковые женщины в творчестве Достоевского, она плохо контролирует себя, и её постоянно «несёт», причём «несёт» вверх, в отличие от прочих женщин, которые «как с горы» летят. Хохлакова же испытывает некий восторг и состояние эйфории.
В романе Хохлакова изображена в различных состояниях. В главе «Маловерная дама» у старца Зосимы она предстаёт перед читателем сомневающейся: «Я страдаю… неверием… <…> будущая жизнь — это такая заrадка! <…> Послушайте, вы целитель, вы знаток души человеческой; я, конечно, не смею претендовать на то, чтобы вы мне совершенно верили, но уверяю вас самым великим словом, что я не из легкомыслия теперь говорю, что мысль эта о будущей загpобной жизни до страдания волнует меня, до ужаса и испуга… и я не знаю, к кому обратиться, я не смела всю жизнь…». В главе «Золотые прииски», давая совет Дмитрию Карамазову, Хохлакова выглядит спасительницей. В главе «У Хохлаковых» она изображает устроительницу женского счастья. В главах «Сговор» и «Больная ножка» Достоевский делает из неё мученицу.
Причём во всех состояниях в образе Хохлаковой не чувствуется трагизма или внутреннего надлома. Она быстро меняет «сценические амплуа» и постоянно взаимодействует с различными персонажами, обладающими непохожими характерами, которые со своими взглядами и идеями отражаются в Хохлаковой, как «в кривом зеркале». Также как и у Ивана Карамазова, у неё есть «настоятельно требующие разрешения» религиозные вопрошания. Её диалог с Зосимой во многом перекликается с рассуждениями Ивана в главе «Бунт». В то же время, пафос её слов и жестов напоминает Фёдора Карамазова, устроившего из семейного совета целое представление в ските у Зосимы.
Аналогично, в фантазиях Хохлаковой, как в кривом зеркале, отражается реальное положение вещей. Она по-своему истолковывает случившиеся события, и в этих «полубредовых» толкованиях скрыт «глубокий аллегорический смысл». По поводу убийства Карамазова она говорит Алёше: «с Дмитрием Федоровичем, наверно, был аффект <…> потом пошел и вдруг убил <…> это убил тот старик Григорий… <…> Дмитрий Федорович как ударил его, так он лежал, а потом встал, видит, дверь отворена, пошел и убил Федора Павловича. <…> Только видите ли: лучше, гораздо лучше будет, если Дмитрий Федорович убил. Да это так и было, хоть я и говорю, что Григорий, но это наверно Дмитрий Федорович, и это гораздо, гораздо лучше! <…> лучше, если это он, потому что вам тогда и плакать нечего, так как он убил, себя не помня или, лучше сказать, все помня, но не зная, как это с ним сделалось». Как бы ни выглядело подобное толкование, оно передаёт психологические мотивы многих героев: уйти от ответственности, свалив вину на другого.
Хохлакова живёт в реальности «случайных мотивов поведения», при этом она не успевает сама во всем разбираться, поэтому постоянно «жаждет» разъяснений от окружающих. В некоторых случаях взгляд Хохлаковой на события в романе оказывается весьма значимым, так как становится карикатурой на распространенные идеи и правила. «Нет, пусть они его простят; это так гуманно, и чтобы видели благодеяние новых судов <…> и потом, коли его простят, то прямо его из суда ко мне обедать, а я созову знакомых, и мы выпьем за новые суды <…> а потом он может где-нибудь в другом городе быть мировым судьей или чем-нибудь, потому что те, которые сами перенесли несчастие, всех лучше судят» — говорит Хохлакова насчёт суда над Дмитрием. В этой реплике содержится карикатура сразу и на судопроизводство и на реабилитацию осуждённого Дмитрия.
Хохлакова пародирует большинство персонажей романа, но особенно ярко «универсальная стихия подражания и пародирования» вписывает этот образ в «контекст карамазовщины», которую лучше всего представляет Фёдор Павлович. Даже физиономизм Карамазова, замечает Макаричев, более логичен, чем аналогичный случайный физиономизм Хохлаковой. Фёдор Павлович говорит о помещике Максимове: «На фон Зона похож <…> Его карточку видел. Хоть не чертами лица, так чем-то неизъяснимым. Чистейший второй экземпляр фон Зона. Я это всегда по одной только физиономии узнаю». Хохлакова же при виде Дмитрия, который просит у неё денег в долг, как бы «предвидя» каторгу, говорит: «Что думаете вы о золотых приисках <…> Я сто раз смотрела на вас, когда вы проходили, и повторяла себе: вот энергический человек, которому надо на прииски. Я изучила даже походку вашу и решила: этот человек найдет много приисков». Оба персонажа обладают некоторой детской наивностью и простодушием.
Макаричев отметил частое проявление «сдвига» в сознании Хохлаковой, при этом смена ролей даётся ей легко, потому что все эти роли не имеют к ней отношения. «Она всегда не равна себе», но это неосознанный процесс, поэтому в образе Хохлаковой нет какого-либо трагизма. Хохлакова одновременно «эстетически увлечена ролью» и проявляет «наивные реакции натуры».
Отношения Дмитрия Карамазова и Хохлаковой строятся «по принципу взаимоотталкивания стихий», поэтому Дмитрий предпочитает не взаимодействовать с ней. Макаричев заметил, что эти два персонажа могут представлять «очень своеобразный вид двойничества», так как они «отражаются друг в друге, как в зеркале». Во многих репликах Дмитрий «завирается и каламбурит», напоминая Хохлакову, также как напоминают о ней и его поиски денег на кутеж. В главе «Золотые прииски» впервые происходит встреча персонажей, при этом, отмечает Макаричев, реплики Дмитрия и Хохлаковой можно спутать, так как они оба прекрасно знают натуру друг друга и оказываются «на одной волне». «Ведь я не могла даже и думать, что вы ко мне придете, согласитесь сами, и, однако, я вас ждала, подивитесь моему инстинкту, Дмитрий Федорович, я все утро была уверена, что вы сегодня придете» — сразу же начинает диалог Хохлакова, обращаясь к пришедшему Дмитрию. Для Дмитрия и Хохлаковой характерна интонация восторга, каламбуры, эмоциональность стиля.
Салтыков-Щедрин отметил, что Хохлакова относится к «гоголевскому репертуару „приятных дам“ в их дальнейшем развитии и в новой общественной ситуации». При этом Щедрин особенно подчеркнул, что при создании подобного образа Достоевский остаётся последователем Гоголя, не совсем удачным, ибо «затемнил тип, первоначально начертанный Гоголем с поразительной ясностью». Филолог Альтман соглашается со значительной близостью образа Хохлаковой к гоголевской даме, выделяя любопытство, душевную суетность, жажду сенсаций, неспособность сосредоточиться. Кроме того, совпадают даже манеры и речевые особенности. Любимым выражением Хохлаковой, как и самого Достоевского было: «подробности, главное, подробности…» Достоевский в образе Хохлаковой доводит до предела черты гоголевских дам, «до степени полоумия», по выражению Щедрина. Несмотря на совпадение литературных образов, Альтман отмечает необходимость выделения и реального прототипа, так как в своём романе Достоевский «возвёл частный случай в обобщённый художественный образ, прототип — в тип».

## Прототип
Прототипом Хохлаковой послужила Людмила Христофоровна Хохрякова, урождённая Рабиндер. К моменту знакомства с Достоевским она уже дважды была замужем, лишилась второго мужа и жила с дочкой Валентиной. Работала на телеграфной станции и сотрудничала в мелких периодических изданиях.
Создавая мать и дочку в романе писатель также оставил Хохлакову вдовой, а возраст Лизы совпадает с возрастом Валентины на момент написания произведения. Эпизод с посещением Хохлаковой с дочерью старца Зосимы в романе также основан на реальных событиях. Хохрякова сообщала, что в 1876 году посещала с дочерью игуменью Митрофанию. В эпизоде, когда Хохлакова предлагает Дмитрию Карамазову вместо денег образок с мощами, сохранен характер Хохряковой, интересовавшейся религией. Достоевский не только во многом основывался на реальных событиях, но даже в некоторых моментах пародировал прототип. Так, Хохлакова в романе советует Дмитрию отправиться в Сибирь и разбогатеть на золотых приисках, в то время как реальная Хохрякова действительно жила в Сибири и часто в очерках упоминала золотые прииски.
Кроме Сибири и религии Хохрякову волновал вопрос равноправия женщин, что также обыграно Достоевским в романе. При этом писатель «подкидывает» Хохрякову с её «женским вопросом» Салтыкову-Щедрину: «Я вовсе не прочь от теперешнего женского вопроса, — говорит, захлебываясь, Хохлакова, — …женское развитие и даже политическая роль женщины в самом ближайшем будущем — вот мой идеал.. Я написала по этому поводу писателю Щедрину. Этот писатель мне столько указал, столько указал в назначении женщины, что я отправила ему прошлого года анонимное письмо в две строки: „Обнимаю и целую вас, мой писатель, за современную женщину, продолжайте“ И подписалась: „мать“». На этот выпад Щедрин ответил, что не получал подобных писем. На самом деле подобное письмо в стиле Хохлаковой получил сам Достоевский: «Если бы можно было сейчас, сию минуту, очутиться возле вас, с какой радостью я обняла бы вас, Фёдор Михайлович, за ваш февральский дневник. Я так славно поплакала над ним, и, кончив, пришла в такое праздничное настроение духа, что спасибо вам. Мать».